# Röa
Röa är en by (estniska: küla) i landskapet Järvamaa i centrala Estland. Den ligger i Väätsa kommun, 70 km sydost om huvudstaden Tallinn. Antalet invånare är 135.
Röa ligger 71 meter över havet och terrängen runt byn är mycket platt. Runt Röa är det ganska glesbefolkat, med 42 invånare per kvadratkilometer. Närmaste större samhälle är Paide, 4 km öster om Röa. I omgivningarna runt Röa växer i huvudsak blandskog.
Trakten ingår i den hemiboreala klimatzonen. Årsmedeltemperaturen i trakten är 2 °C. Den varmaste månaden är juli, då medeltemperaturen är 18 °C, och den kallaste är januari, med −12 °C.